# Alexandra de la Mora
Pour les articles homonymes, voir Alexandra et Mora.
Alexandra de la Mora, née le 12 mai 1980 à Monterrey, est une actrice mexicaine.

## Filmographie
- 2002 : Daniela (série télévisée) : Renata Vogel
- 2001-2002 : Lo que es el amor (série télévisée) : Mónica (68 épisodes)
- 2007 : En blanco (court métrage) : Lucía
- 2008 : 3:19 : Luciana
- 2008 : La luz de la oscuridad (court métrage) : Ana María
- 2008-2009 : Mujeres asesinas (série télévisée) : Nancy
- 2009 : 2033 : Svetlana
- 2009 : Los simuladores (série télévisée) (2 épisodes)
- 2010 : Las Aparicio (série télévisée) : Carla / Carlos Rivera
- 2010 : Capadocia (série télévisée) : Vanessa
- 2011 : Zignum Mezcal (court métrage)
- 2011 : Bienvenida Realidad (série télévisée) : Elvira Medel
- 2011 : The Last Death : Ray
- 2011 : Volver Para Partir (court métrage) : Vanessa
- 2011 : Dinamita (court métrage) : Cocinera Mala
- 2013 : Accion en movimiento
- 2013 : La patrona (série télévisée) : Patricia Montemar (121 épisodes)
- 2013 : Fortuna (série télévisée) : Luciana Tuñon
- 2013 : Las trampas del deseo (série télévisée) : Lucía Salazar de Fuentes[1],[2]
- 2014 : Dos (court métrage) : Laura
- 2014 : Noches con Platanito (série télévisée)
- 2014-2015 : Los miserables (série télévisée) : Helena Durán (111 épisodes)
- 2016-2017 : El Chema (série télévisée) : Inés Clark (62 épisodes)
- 2017 : Sense8 (série télévisée) : l'agent immobilier
- 2016-2017 : La querida del Centauro (série télévisée) : Julia Peña (43 épisodes)
- 2018 : El Club de los Insomnes : Andrea